# بلر براون

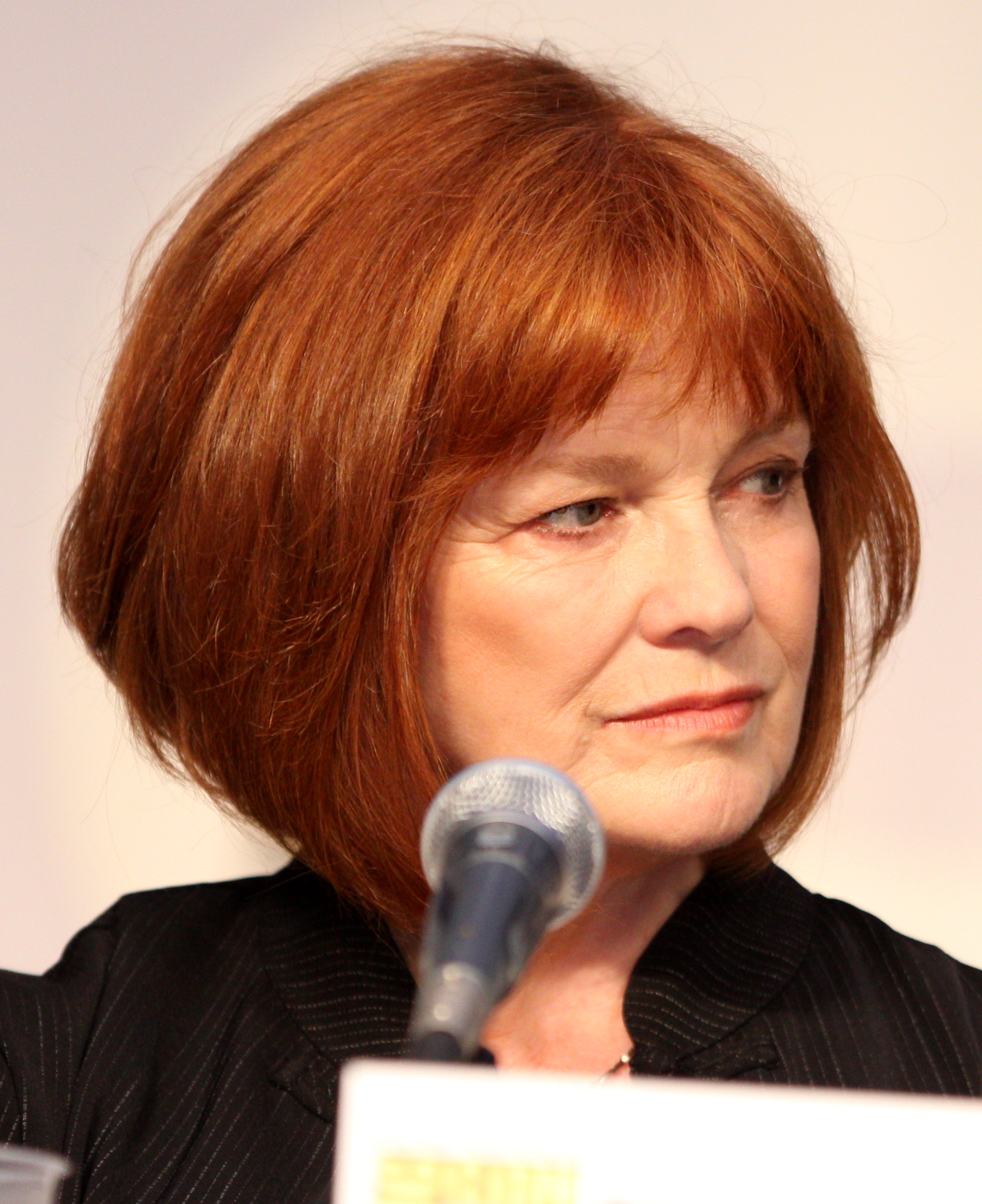

بلیر براون (انگلیسی: Blair Brown؛ زادهٔ ۲۳ آوریل ۱۹۴۷) هنرپیشه و بازیگر سینما اهل ایالات متحده آمریکا است.

## بخشی از فیلم‌شناسی
از فیلم‌ها یا برنامه‌های تلویزیونی که او در آن نقش داشته‌، می‌توان به آثار زیر اشاره کرد.
- احوال دگرگون‌شده (۱۹۸۰)
- همسر فضانورد (۱۹۹۹)
- گاوچران‌های فضا (۲۰۰۰)
- بنجامین فرانکلین (مجموعه تلویزیونی) (۲۰۰۲)
- داگویل (۲۰۰۳)
- معشوق (فیلم ۲۰۰۵) (۲۰۰۵)
- سنتینل (فیلم ۲۰۰۶) (۲۰۰۶)
- ماده تاریک (فیلم) (۲۰۰۷)
- کارآگاه راکفورد (۱۹۷۵)
- کوجک (مجموعه تلویزیونی) (۱۹۷۶)
- دزدی خانه (۱۹۸۸)
- بی‌بند (۱۹۸۹)
- فوت کرد (۱۹۹۲)
- فریژر (۱۹۹۵)
- اسمالویل (۲۰۰۲)
- سی‌اس‌آی: میامی (۲۰۰۲)
- بخش فوریت‌های پزشکی (مجموعه تلویزیونی) (۲۰۰۴)
- فرینج (۲۰۰۸–۱۳)
- جانوران سیاسی (۲۰۱۲)
- فوراور (مجموعه تلویزیونی) (۲۰۱۴)
- مظنون (مجموعه تلویزیونی) (۲۰۱۵)
- نارنجی مد جدید است (۲۰۱۵–۱۹)
- نامحدود (مجموعه تلویزیونی) (۲۰۱۵–۱۶)
- ابتدایی (مجموعه تلویزیونی) (۲۰۱۷)
- جک رایان (مجموعه تلویزیونی) (۲۰۱۸)